# Дене-енисейские языки
Дене-енисейские языки — гипотетическая макросемья, включающая енисейские языки центральной Сибири (единственный живой представитель — кетский язык) и языки на-дене (Северная Америка). Гипотезу предложил в марте 2008 года Эдвард Вайда из Западно-Вашингтонского университета на основе данных сравнительной морфологии.

## Классификация

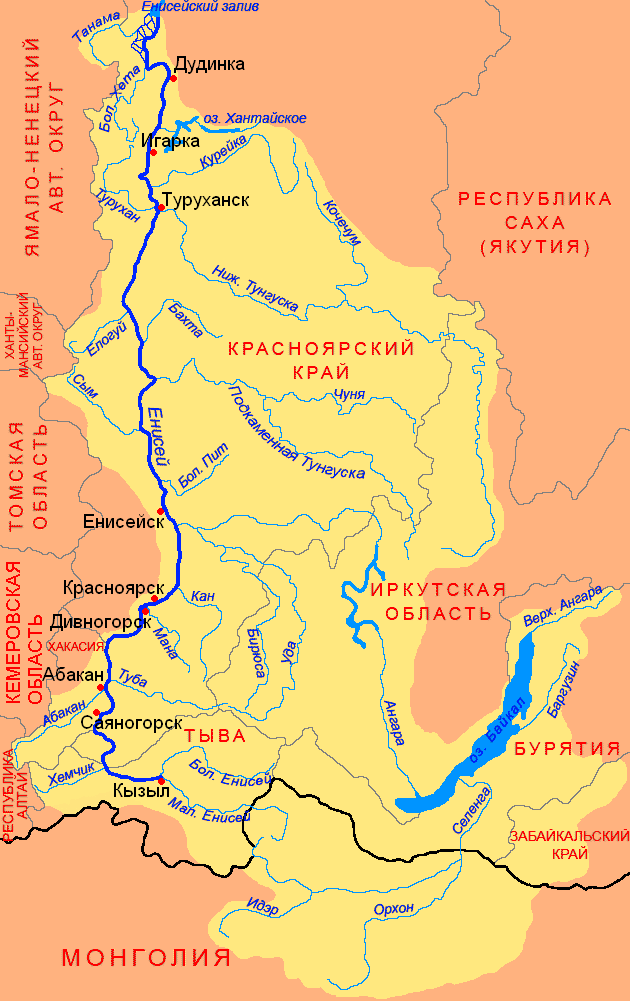
Бассейн Енисея

|  | Тлингитский язык                                                    |
|  |                                                                     |
|  | \| \| Эякский язык† \| \| \| \| \| \| Атабаскские языки \| \| \| \| |
|  |                                                                     |
|  | Эякский язык†                                                       |
|  |                                                                     |
|  | Атабаскские языки                                                   |
|  |                                                                     |

|  | Эякский язык†     |
|  |                   |
|  | Атабаскские языки |
|  |                   |

|  | Тлингитский язык                                                    |
|  |                                                                     |
|  | \| \| Эякский язык† \| \| \| \| \| \| Атабаскские языки \| \| \| \| |
|  |                                                                     |
|  | Эякский язык†                                                       |
|  |                                                                     |
|  | Атабаскские языки                                                   |
|  |                                                                     |

|  | Эякский язык†     |
|  |                   |
|  | Атабаскские языки |
|  |                   |

## Сравнительная таблица слов на кетском языке и навахо
| Слово  | Кетский (МФА) | Кетский (кириллица) | Навахо  |
| ------ | ------------- | ------------------- | ------- |
| камень | təˀs          | ты’сь               | tsé     |
| нога   | kiˀs          | ки’сь               | (a)keeʼ |
| старый | sīn           | синь                | sání    |
| змея   | tìɣ           | тиг, тих            | tłʼiish |

## Дискуссия
Наибольшее внимание гипотеза существования дене-енисейской макросемьи получила после публикации статьи Эдварда Вайды с приведенными морфологическими, фонетическими и лексическими доказательствами родства.
Вайда приводит следующие аргументы:
- Морфологические глагольные системы енисейского праязыка и современных языков на-дене структурно схожи. Префиксы преобладают над суффиксами.
- Успешно проведена реконструкция некоторых аффиксов, общих для обеих семей праязыка.
- Сравнительный анализ местоимений показывает, что они могут иметь общего предка.
- Сравнение некоторых слов из списка Сводеша дает основания для выведения некоторых фонологических переходов в праязыке[3].

Правильность доказательств Вайды оспаривает российский макрокомпаративист Георгий Старостин. Его критика дене-енисейской гипотезы, в основном, базируется на недостоверности реконструкций отдельных глагольных морфем и слов в енисейском праязыке. В частности, реконструкции, разработанные Старостиным, противоречат предположениям Вайды и его гипотезе.
Помимо этого, Старостин отмечает, что аргумент о схожести морфологической структуры не выдерживает критики, так как морфология кетского и коттского (вымерший язык енисейской семьи) существенно отличается, хотя генеалогическое родство здесь неоспоримо.
И хотя Старостин не сомневается в родстве енисейских языков и языков на-дене, он предполагает, что они являются частью большой макросемьи — сино-кавказской, куда, помимо вышеупомянутых языков, входят сино-тибетские, баскский, бурушаски и северокавказские языки. Сравнивая местоимения всех этих языков, он приходит к выводу, что генеалогически енисейские языки должны быть ближе к бурушаски и северокавказским языкам, нежели к языкам на-дене, что опровергает дене-енисейскую теорию.
Некоторой критике подвергается фонологическо-лексический анализ Вайды, однако Старостин все же признаёт, что доказательства такого типа являются самыми достоверными в работе и могут свидетельствовать о возможном родстве языков.

## Данные генетики
Используя методы анализа полногеномных данных, генетики показали, что палеоэскимосы внесли заметный вклад в народы на-дене, но не в другие группы американских индейцев. В 2017 г. были опубликованы более полные результаты этого исследования. Это поддерживает Дене-енисейскую языковую гипотезу.
Палеоэскимосы были древним населением Арктики от Чукотки до Гренландии около 4500 лет назад.